# Ojmur
Ojmur (ros. Оймур) – wieś w Rosji, w Buriacji, w rejonie kabańskim. W 2010 liczyła 1380 mieszkańców.